# Grenze zwischen Burkina Faso und Ghana

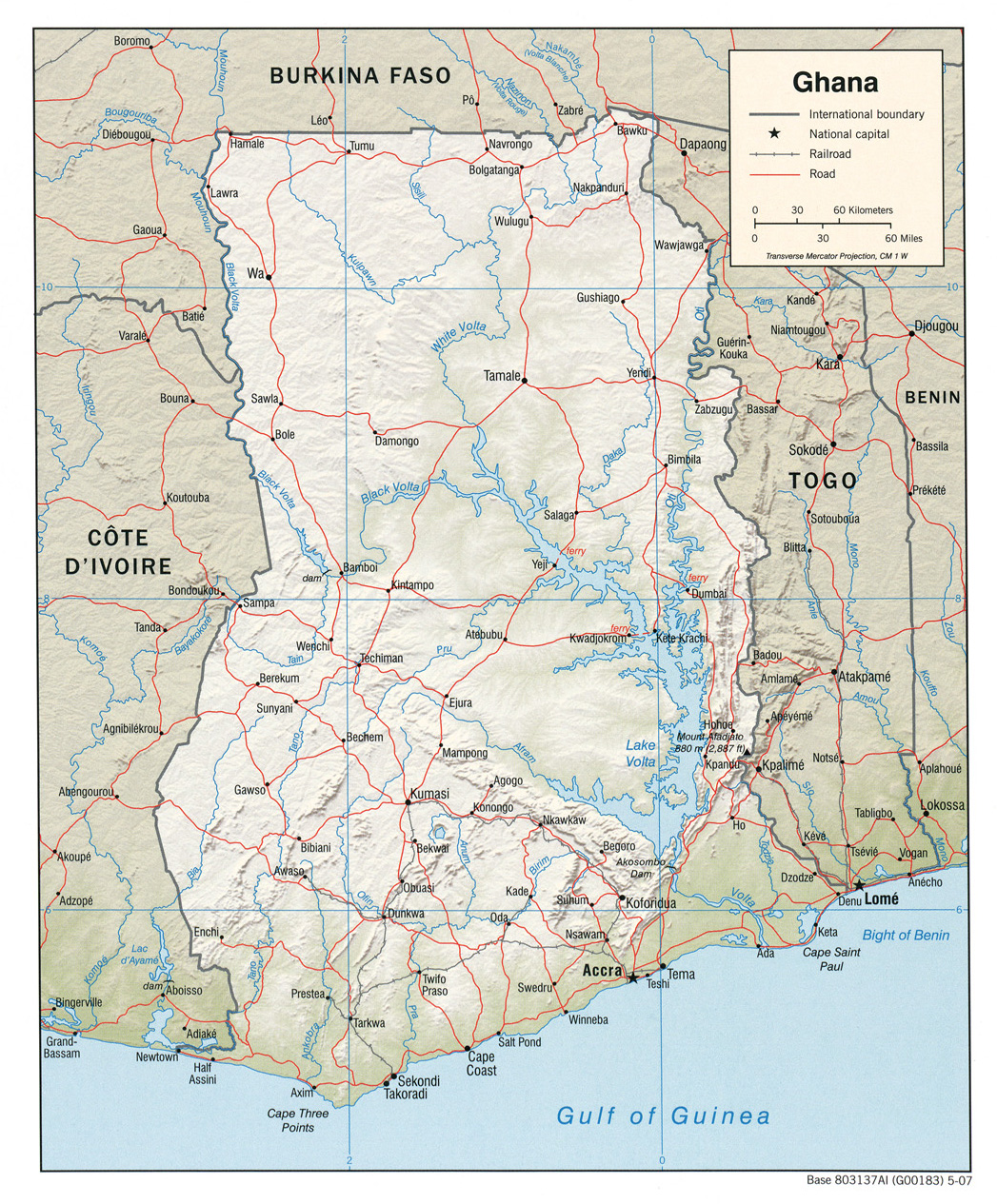
Karte von Ghana, die Grenze zu Burkina Faso links und oben

Die Grenze zwischen Burkina Faso und Ghana trennt als internationale Landgrenze diese beiden Staaten. Die Länge der Grenze wird mit 549, 579 oder 602 km angegeben. Sie verläuft vom Dreiländereck mit der Elfenbeinküste zum Dreiländereck mit Togo.

## Geschichte
Die Grenzziehung geht auf den Wettlauf um Afrika in den 1880er Jahren zurück. Auf der Berliner Kongokonferenz im Jahr 1884 bestimmten die europäischen Mächte ihre Ansprüche in Afrika. Die Goldküste und damit der größte Teil des heutigen Ghana stand ab 1874 unter britischem Einfluss. Aufgeteilt war das Gebiet in die 1874 gebildete südliche Gold Coast Colony im Süden, das formal noch bestehende, 1896 unter Protektoratsverwaltung gestellte Aschantireich und den Northern Territories. Nach dem Ende des Ersten Weltkriegs wurde die deutsche Kolonie Togo zunächst verwaltungsmäßig und dann als Völkerbundsmandatsgebiete zwischen dem Vereinigten Königreich (Westteil) und Frankreich (Ostteil) aufgeteilt; der Westteil wurde gemeinsam mit der Goldküste verwaltet und schloss sich nach einer Volksabstimmung 1956 dem selbstständig werdenden Ghana an. Das Territorium von Burkina Faso bildete ab 1919 nach der Abtrennung von der Kolonie Obersenegal und Niger und nach vorübergehender Auflösung wieder seit 1947 die französische Kolonie Obervolta, die im August 1960 unabhängig wurde und sich 1984 in Burkina Faso umbenannte.

## Grenzverlauf

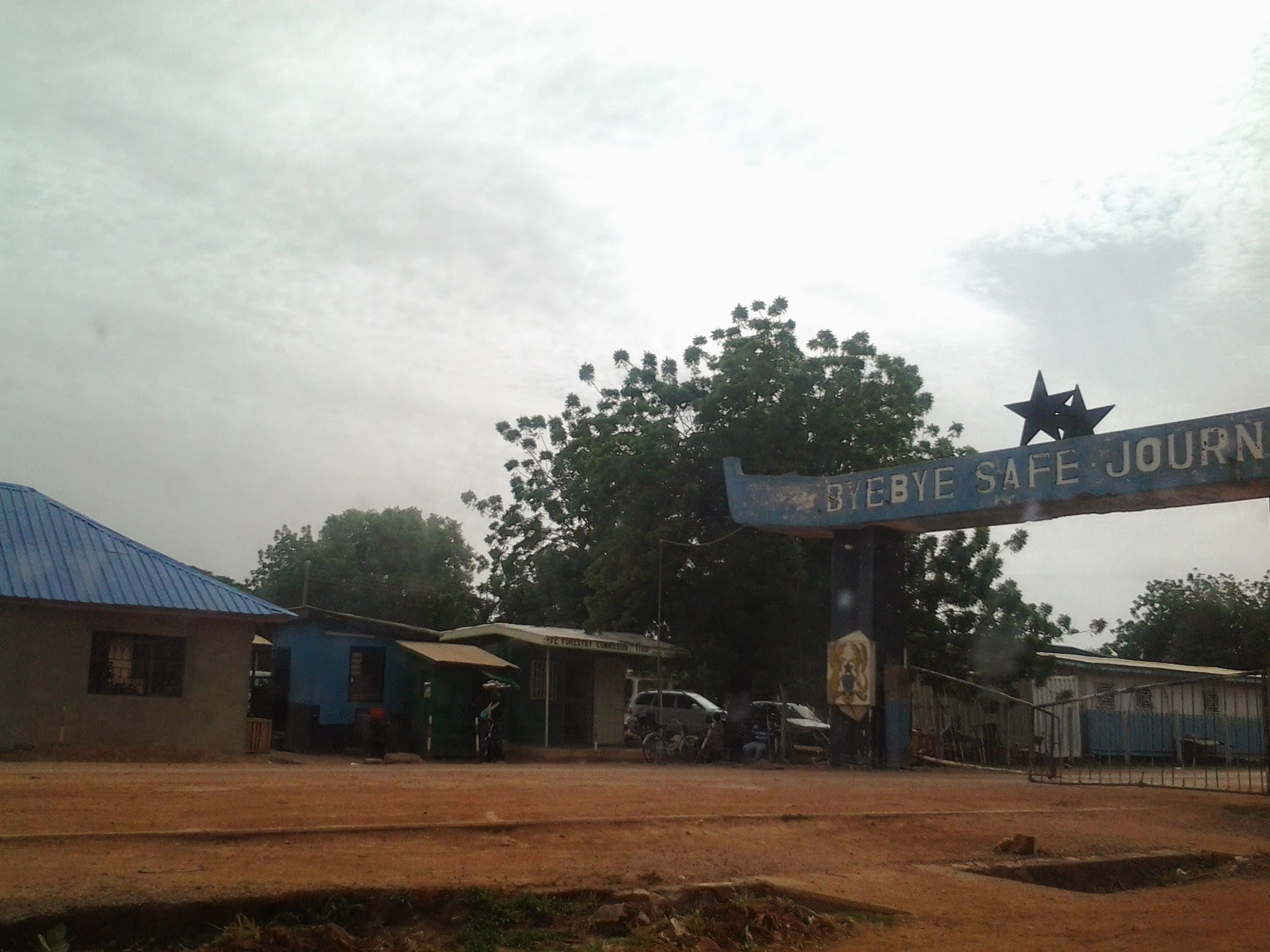
Grenzübergang Ghana – Burkina Faso

Vom Dreiländereck mit Burkina Faso (9°29'24"N, 2°41'24"W) am Schwarzen Volta (Black Volta, Volta Noire) folgt die Grenze dem Flusslauf flussaufwärts nach Norden bis zum 11. nördlichen Breitengrad. Von dort verläuft sie, im Wesentlichen dem Breitengrad folgend,  weiter nach Osten und lässt Léo in Burkina Faso und Navrongo in Ghana, bis zum Roten Volta oder Nazinon, dem sie rund 20 km nach Süden folgt. Weiter führt sie in einer Reihe von unregelmäßigen Linien nach Nordosten zum Weißen Volta oder Nakambé und weiter nach Osten, dabei Bawku in Ghana lassend, bis zum Dreiländereck mit Togo (11°8'24"N, 0°8'24"W).

## Orte in Grenznähe

### Burkina Faso
- Dankana
- Batie Nord
- Ouéssa
- Boura
- Léo
- Bieha
- Songo
- Youga

### Ghana
- Kalba
- Hamile
- Wechiau
- Kolingwu
- Tumu
- Kwonehogo
- Navrongo
- Gulen
- Bongo
- Nangodi
- Lamboya
- Bolgatanga
- Paga
- Mogoumnore
- Bawku